# Представь себе: Джон Леннон
«Представь себе: Джон Леннон» (англ. Imagine: John Lennon) — документальный фильм о музыканте Джоне Ленноне, выпущенный 7 октября 1988 года, к 48-летию Леннона.

## О фильме
Объединяя вместе два периода творческой жизни Леннона — во время его участия в группе The Beatles и в его дальнейшей сольной карьере (подобно тому, как это было ранее отображено в сборнике Джорджа Харрисона, The Best of George Harrison), — фильм является коллекцией многих ярких музыкальных достижений Леннона. Кроме того, в фильме представлены и некоторые невыпущенные записи: акустическая демозапись песни «Real Love», сделанная в 1979 году (отличающаяся от той, которая в итоге была доработана остальными «битлами» и выпущена в 1996 году на Anthology 2), или репетиционная запись песни «Imagine», сделанная в середине 1971 года, до записи окончательной знаменитой версии песни. В саундтрек фильма также вошла (впервые вместе со вступлением; без плавного перехода от предыдущей песни, как она звучит в альбоме Sgt. Pepper's Lonely Hearts Club Band) версия песни «A Day in the Life», позднее выпущенная при переиздании на CD сборника The Beatles 1967-1970 в 1993 году.
Фильм Представь себе: Джон Леннон был хорошо принят публикой. Альбом с саундтреком к фильму хорошо продавался в США, достигнув в американском чарте 31-го места; в чарте альбомов Великобритании альбом поднялся до 64-го места.
Проект выпуска фильма был осуществлён весьма своевременно и сыграл свою роль в дискредитации выпущенной в том же году книги Альберта Голдмана The Lives of John Lennon, противоречивой и пытавшейся умалить репутацию Леннона, которая была воспринята как полная выдумок многими, включая Йоко Оно и близких друзей Леннона, а также остальными «битлами».
По словам режиссёра и продюсера фильма Эндрю Солта, бывшие участники The Beatles Пол Маккартни, Джордж Харрисон и Ринго Старр отказались давать интервью о фильме, но в целом одобрили его. Солт заявил: «Пол был очень позитивен. По тому, как он реагировал и подпевал, было видно, что ему нравится. [...] Он знал каждую песню Джона всех этих лет, и он подпевал им тоже. [...] Харрисон сделал несколько замечаний о том, что у Джона сильный характер. [...] и Ринго был очень эмоционален и расстроен, сильно тронут фильмом». После просмотра, на котором присутствовали Солт и Маккартни, Маккартни, как сообщается, сказал: «Хороший был парень!».